# TAKAO KISUGI 30th Anniversary X'mas Concert 2005 avantage
『TAKAO KISUGI 30th Anniversary X'mas Concert 2005 avantage』（たかお きすぎ サーティース アニヴァーサリー クリスマス コンサート にせんご アヴァンタージュ）は、2006年にリリースされた来生たかおの映像作品（DVD〈規格品番：TEND-1116/8〉）である。

## 概要
2005年に開催された、歌手デビュー30周年記念コンサートツアー『30th Anniversary Concert Tour 2005 avantage アヴァンタージュ』のクリスマス公演『30th Anniversary X’mas Concert Tour 2005 avantage アヴァンタージュ』から、12月26日（東京都・中野サンプラザ）の模様が3枚組DVDで全曲収録されている。なお、この日はツアーの最終日に当たり、2005年の“歌い納め”となっている。
DISC1の“オープニング”には来生自身のリハーサル風のイメージ映像が収められ、オリジナルアルバム『avantage』（2005年10月19日リリース）の楽曲がそのままの曲順で収録されているが、ボーナストラックである「夢の途中譜」はDISC3に収録され、「ねじれたハートで」は未収録である。DISC3の“エンディング”には来生自身とその愛犬等のスナップ写真が収められている。
演奏はバックバンドである“スタートル”が担っており、来生自身はピアノを担当している。編曲者名は記されていないが、“スタートル”と来生自身が手掛けていると思われる。
『30th Anniversary Concert Tour 2005 avantage アヴァンタージュ』の標準的なセットリストでは、アンコールで「頬杖の幸福」が歌われたが、クリスマス公演の一つであるでこの日は「雨に咲く花」「Till There Was You」「Made In X'mas」の3曲と差し替えられている。
なお、本作品は通信販売及びコンサート会場のみで販売された。
2008年6月25日にリリースされた、企画アルバムの1枚である『Try to Remember』には、DISC2の6 - 11曲目、DISC3の4曲目・5曲目が収録されている。

## 収録曲

### DISC 1
1. アゲインスト
  - 作詞：来生えつこ ／ 作曲：来生たかお
  - ピアノを担当して歌っている。
  - 楽曲の詳細はオリジナルアルバム『avantage』を参照。
2. できたての季節に
  - 作詞：来生えつこ ／ 作曲：来生たかお
  - ピアノを担当して歌っている。
  - 楽曲の詳細はオリジナルアルバム『avantage』を参照。
3. Around and around
  - 作詞：来生えつこ ／ 作曲：来生たかお
  - スタンドマイクで歌っている。
  - 楽曲の詳細はオリジナルアルバム『avantage』を参照。
4. 鮮やかな場面
  - 作詞：来生えつこ ／ 作曲：来生たかお
  - スタンドマイクで歌っている。
  - 楽曲の詳細はオリジナルアルバム『avantage』を参照。
5. 霧のこころ
  - 作詞：来生えつこ ／ 作曲：来生たかお
  - スタンドマイクで歌っている。
  - 楽曲の詳細はオリジナルアルバム『avantage』を参照。
6. スプラッシュ
  - 作詞：来生えつこ ／ 作曲：来生たかお
  - スタンドマイクで歌っている。
  - 楽曲の詳細はオリジナルアルバム『avantage』を参照。
7. 余白の街
  - 作詞：来生えつこ ／ 作曲：来生たかお
  - ピアノを担当して歌っている。
  - 楽曲の詳細はオリジナルアルバム『avantage』を参照。
8. Dムーン
  - 作詞：来生えつこ ／ 作曲：来生たかお
  - ピアノを担当して歌っている。
  - 楽曲の詳細はオリジナルアルバム『avantage』を参照。
9. あなたに還る日
  - 作詞：来生えつこ ／ 作曲：来生たかお
  - ピアノを担当して歌っている。
  - 楽曲の詳細はオリジナルアルバム『avantage』を参照。

### DISC 2
1. 浅い夢
  - 作詞：来生えつこ ／ 作曲：来生たかお
  - ピアノを担当して歌っている。
  - 楽曲の詳細はオリジナルアルバム『浅い夢』を参照。
2. 長雨
  - 作詞：来生えつこ ／ 作曲：来生たかお
  - ピアノを担当して歌っている。
  - 楽曲の詳細はオリジナルアルバム『ジグザグ』を参照。
3. 振り向くならせめて
  - 作詞：来生えつこ ／ 作曲：来生たかお
  - ピアノを担当して歌っている。
  - 楽曲の詳細はオリジナルアルバム『By My Side』を参照。
4. 涙嫌い
  - 作詞：来生えつこ ／ 作曲：来生たかお
  - ハンドマイクで歌っている。
  - 楽曲の詳細はオリジナルアルバム『By My Side』を参照。
5. おだやかな構図
  - 作詞：来生えつこ ／ 作曲：来生たかお
  - ハンドマイクで歌っている。
  - 楽曲の詳細はオリジナルアルバム『夢の途中』を参照。
6. セカンドラブ
  - 作詞：来生えつこ ／ 作曲：来生たかお
  - ハンドマイクで歌っている。
  - 楽曲の詳細は企画アルバム『Visitor』を参照。オリジナルのタイトル表記は「セカンド・ラブ」であるが、本作品のパッケージでは中黒は使用されていない。
7. シルエットロマンス
  - 作詞：来生えつこ ／ 作曲：来生たかお
  - ハンドマイクで歌っている。
  - 楽曲の詳細は企画アルバム『BIOGRAPHY II』を参照。オリジナルのタイトル表記は「シルエット・ロマンス」であるが、本作品のパッケージでは中黒は使用されていない。
8. 疑問符
  - 作詞：来生えつこ ／ 作曲：来生たかお
  - スツールに腰掛け、ハンドマイクで歌っている。
  - 楽曲の詳細は企画アルバム『LABYRINTH』を参照。
9. with
  - 作詞：来生えつこ ／ 作曲：来生たかお
  - スツールに腰掛け、ハンドマイクで歌っている。
  - 楽曲の詳細は企画アルバム『LABYRINTH II』を参照。オリジナルのタイトル表記は「With」である。
10. マイラグジュアリーナイト
  - 作詞：来生えつこ ／ 作曲：来生たかお
  - ハンドマイクで歌っている。
  - 楽曲の詳細は企画アルバム『Visitor』を参照。オリジナルのタイトル表記は「マイ・ラグジュアリー・ナイト」だが、本作品のパッケージでは中黒は使用されていない。
11. 心のゆくえ
  - 作詞：来生えつこ ／ 作曲：来生たかお
  - ピアノを担当して歌っている。
  - 楽曲の詳細は企画アルバム『来生たかおSONGS』を参照。

### DISC 3
1. 夢の途中譜
  - 作詞：来生えつこ
  - スタンドマイクで歌っている。
  - 実際のライヴでは“スタートル”のメンバー紹介の後に始まる。コンサートツアーの初日（2005年10月15日／御殿場市民会館〈静岡県〉）の終了後、来生自身の提案により急遽ステージでの披露が実現したという[3]。
  - 楽曲の詳細はオリジナルアルバム『avantage』を参照。
2. 二人の場所
  - 作詞：来生えつこ ／ 作曲：来生たかお
  - スツールに腰掛け、ハンドマイクで歌っている。
  - 楽曲の詳細はオリジナルアルバム『Passage』を参照。
3. まなざしの時間
  - 作詞：来生えつこ ／ 作曲：来生たかお
  - スツールに腰掛け、ハンドマイクで歌っている。
  - 楽曲の詳細はオリジナルアルバム『égalité』を参照。
4. 夢より遠くへ
  - 作詞：来生えつこ ／ 作曲：来生たかお
  - ハンドマイクで歌っている。
  - 楽曲の詳細はオリジナルアルバム『永遠の瞬間』を参照。
5. 夢の途中
  - 作詞：来生えつこ ／ 作曲：来生たかお
  - ピアノを担当して歌っている。
  - 楽曲の詳細はオリジナルアルバム『夢の途中』を参照。
6. Goodbye day
  - 作詞：来生えつこ ／ 作曲：来生たかお
  - ピアノを担当して歌っている。
  - 楽曲の詳細は企画アルバム『来生たかお』、オリジナルアルバム『Sparkle』を参照。オリジナルのタイトル表記は「Goodbye Day」である。
7. これから始まる物語
  - 作詞：来生えつこ ／ 作曲：来生たかお
  - ピアノを担当して歌っている。
  - 楽曲の詳細はオリジナルアルバム『ROMANTIC CINEMATIC』を参照。
8. 雨に咲く花
  - 作詞：高橋掬太郎 ／ 作曲：池田不二男
  - アンコール曲で、スタンドマイクで歌っている。
  - 楽曲の詳細はオリジナルアルバム『余韻』を参照。
9. Till There Was You
  - 作詞：メレディス・ウィルソン ／ 作曲：メレディス・ウィルソン
  - アンコール曲で、スタンドマイクで歌っている。
10. Made In X'mas
  - 作詞：来生えつこ ／ 作曲：来生たかお
  - アンコール曲で、スタンドマイクで歌っている。クラッカーや風船の降下等の演出がなされている。
  - 楽曲の詳細はオリジナルアルバム『With Time』を参照。
11. 無口な夜
  - 作詞：来生えつこ ／ 作曲：来生たかお
  - アンコール曲で、ピアノの弾き語りで歌っている。
  - 楽曲の詳細は『来生たかお作品集 Times Go By』を参照。

## 参加ミュージシャン
- Piano：来生たかお（DISC1-1,2,7 - 9／DISC2-1 - 3,11／DISC3-5 -7,11）、松田真人（DISC1-5,6／DISC2-4 - 10／DISC3-3,8）
- Keyboards：松田真人（DISC1-1 - 4,8,9／DISC2-1 - 3,11／DISC3-2,4 -7,9,10）
- Electric Guitar：土屋潔（DISC1-1,3,4,6 - 9／DISC2-6 - 8,10／DISC3-5,6,8,10）
- Acoustic Guitar：土屋潔（DISC1-2,5／DISC2-1 - 5,9,11／DISC3-2 -4,7,9）
- Electric Bass：千葉一樹（DISC1-1 - 9／DISC2-1 - 11／DISC3-2 - 10）
- Drums：佐藤武美（DISC1-1 - 9／DISC2-1 - 11／DISC3-2 - 10）
- Percussion：松田真人（DISC1-7／DISC3-1）、土屋潔（DISC3-1）、千葉一樹（DISC3-1）、佐藤武美（DISC3-1）、山崎教昌（DISC3-1）
- Chorus：松田真人（DISC1-7／DISC2-2／DISC3-5,7）、土屋潔（DISC2-2／DISC3-5,7）、千葉一樹（DISC3-7）、佐藤武美（DISC3-7）、山崎教昌（DISC3-7）
- Ainote：松田真人（DISC3-1）、土屋潔（DISC3-1）、千葉一樹（DISC3-1）、佐藤武美（DISC3-1）、山崎教昌（DISC3-1）
- Synthesizer：山崎教昌（DISC1-1 - 9／DISC2-1 - 11／DISC3-2 -10）

## 参加スタッフ
CONCERT STAFF
- Stage Director：滝口一憲
- Lighting Plan：上島正昭
- Lighting Operation：Ryuji Ikebata、Naoya Oshima
- Concert Mix：高橋宏幸
- Fold Back：中島七知雄、Kaori Enokido
- Instrumental：Masaaki Oguro
- Transports：SUNPLANT
- Managment：小松祐二、遠藤直樹、島崎有紀

DVD STAFF
- Supervisor：来生たかお
- Recording Engineer：高橋宏幸
- Assistant Engineer：Hajime Hara
- Editing：三島文夫
- Camera & Photography：三島浩
- Thanks To 来生えつこ、渡辺智加、井川彰夫、小田木隆明、Because、SOGO TOKYO、KM MUSIC、ANY、JAPAN SOUND PRESERVATION、一口坂スタジオ、中野サンプラザ、FUJI PACIFIC MUSIC